# Serge Laget
Serge Laget,  (Francia, 1947 - ), historiador y periodista francés especializado en literatura deportiva.

## Biografía
Desde que en 1954 el Tour de Francia sorprendiera a Serge Laget en su región natal de los Cévennes, al sur de Francia, el deporte ha sido su pasión. Jamás olvidará aquella visión de los Peugeot 203, con su característico color blanco, flanqueando el paso de los corredores Louison Bobet y Ferdi Kubler en la cota de Pradelles. 
Durante su adolescencia se interesó por las gestas deportivas que pudo conocer a través del diario francés "L’Équipe". Gracias a éste y sus grandes crónicas, a veces, verdaderos ejercicios literarios, nació también en Serge la inquietud por la literatura.
A lo largo de los años su pasión por la historia del deporte le permitió transformar su sueño en realidad, conocer a campeones como Di Paco, Darrigade o Poulidor, y escribir sus propios libros y artículos a la sombra del maestro Jacques Goddet. Su orientación profesional por tanto se volcó en la divulgación del deporte, tanto en presente como en pasado, desempeñando todo tipo de labores.
En 1982 recibió el gran premio de literatura deportiva por «Le grand livre du sport féminin» (Editions Fmt), una obra conjunta que también firmaron su hermano Françoise y Jean-Paul Mazot. Este reconocimiento significó su confirmación en el género y el inicio de una carrera profesional muy prolífica. 
Como periodista ha cubierto el Tour de Francia durante más de 30 años para "L'Equipe", primer periódico deportivo francés. También colabora en la radio, la televisión, y en la elaboración de diccionarios y enciclopedias.

## Obra
- LAGET, F. y LAGET, S.: Le Cyclisme. Editions jadault et fils. France 1978.
- LAGET, S.: Le Cyclisme, champions, competitions, palmares, entrainement. Larousse. France 1978.
- LAGET, F.; LAGET, S. y MAZOT, J.P.: Le grand livre du sport féminin. Editions Fmt. France 1982.
- LAGET, S.: La Saga du Tour de France. Collection «Découvertes Gallimard» (n.º 81), série Sports et jeux. Gallimard. France 1990.
- LAGET, F. y LAGET, S.: Sportissimo. Chene. France 1998.
- LAGET, S.: Le livre d’or du sport français, le 200 exploits qui ont fait le sport français. Solar. France 1998.
- BOUVET, P.; BRUNEL, P. y LAGET, S.: "Puertos Míticos, Tour de Francia", Ciclismo en ruta colección. L'Equipe - MC. Madrid 2005.
- EVANS, L.E.; HINAULT, B. y LAGET, S.: Les Trésors officiels, le Tour de France. ASO - Gründ. France 2007.

- Datos: Q6125259